# Фоче (Терни)
Фоче је насеље у Италији у округу Терни, региону Умбрија.
Према процени из 2011. у насељу је живело 164 становника. Насеље се налази на надморској висини од 461 м.